# عنبيات الدب
عنبيات الدب أو عنب الدب (الاسم العلمي: Arctostaphylos) (/ˌɑːrktoʊˈstæfɪləs, -lɒs/; (الاسم العلمي من اليونانية القديمة bearος árktos: دب وσταφυλή staphulḗ: عنب)، جنس نبات يضم التُّفَّيحَات وعنب الدب. يتكون من الشجيرات والأشجار صغيرة من فصيلة الخلنجية.